# 凯泽斯劳滕足球俱乐部
凱沙羅頓第一足球會是一間位於德國凱沙羅頓的足球俱乐部，
作为德国足球甲级联赛的创始成员，凱沙羅頓从1963年至1996年一直在顶级联赛中表现出色。 它赢得了四次德甲冠軍，两届德国足协杯冠军和一届德國超級盃冠军。在歐州賽事中，凱沙羅頓在1999年打入欧洲冠军联赛八强，以及两次晉級欧洲联盟杯半决赛。凱沙羅頓在1997-98赛季以升班馬身份成為德甲冠军，这在德国足球史上是独一无二的。 
在德乙六年之后，他们在2018年首次降级到第三級的德丙聯賽。於四年後的2022年重新升上德乙。

## 球會歷史
凯泽斯劳滕足球俱乐部是在1900年成立。當時德國的足球聯賽是沿用地區聯賽制，分區冠軍再進行淘汰制全國錦標賽以決定總冠軍。凱沙羅頓早在1950年代贏過兩次全國性聯賽冠軍（1951年、1953年），隨後兩年（1954年及1955年）亦獲得亞軍。在1954年瑞士世界盃被稱為「伯爾尼奇蹟」西德首奪冠軍的陣容中共有五名凱沙羅頓球員在內。
1963年德甲成立，凱沙羅頓由於拿過成績，故被挑選為首批征戰德甲的球會。凱沙羅頓在加入德甲的成績一直都只是平平，四次打入德國盃都僅能在四強止步，直到1990年才贏得一次德國杯冠軍。而首個德甲聯賽冠軍更要等到1991年才正式取得。之後更降級收場，直到1997年重上德甲後，竟以升班馬姿態贏得德甲冠軍，締造了「凱沙羅頓神話」，風頭一時無兩。可惜因實力不足，在翌季參加歐聯時打入8強，但被拜仁慕尼黑2回合合計大勝6:0出局。之後數季都只能在護級邊緣掙扎，最後到2005-06年球季終而降級收場。
2010年4月23日，凱沙羅頓在聯賽中取得決定性的1分，成為聯賽冠軍得主，結束四年的次級聯賽生涯，確定來季升上德甲。
新球季展開，凱沙羅頓取得兩連勝，包括以2-0擊敗衛冕冠軍拜仁慕尼黑，但成績逐漸下滑，更一度跌入降班區域，但憑著季末10戰取得7勝1和2負的佳績，以中游的第7位成績結束球季。
在2012/13球季，球队又降班回到德乙比赛。

## 主場球場
費斯禾達球場（Fritz-Walter-Stadion）是凯泽斯劳滕足球俱乐部的主場球場，位於德国西南莱茵兰-普法尔茨州中部的凱沙羅頓，是德乙第二大的球場，僅次於一同降級的科隆的萊茵能源體育場。
球場以1954年世界盃冠軍西德隊的球長弗里茨·瓦尔特的名字命名，弗里茨·瓦尔特畢生只曾效力凱沙羅頓。球場建於贝岑山上，綽號「贝策」（Betze），在1926年落成啟用。
費斯禾達球場曾於2002年及2003年進行重建，重建後球場可容納48,500名觀眾，重建項目還包括全新的泛光照明系統及媒體中心，估計耗資4830萬歐元，並獲歐洲足協的四星級球場認證。新火車站為配合2006年世界盃的舉行而啟用。費斯禾達球場在2006年世界盃舉行四場分組初賽及一場次輪淘汰賽。

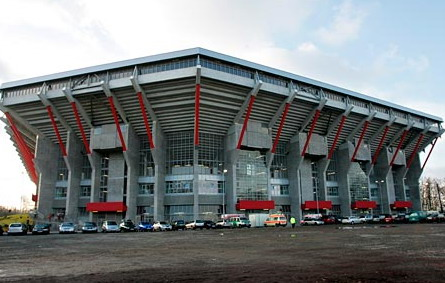
費斯禾達球場外觀
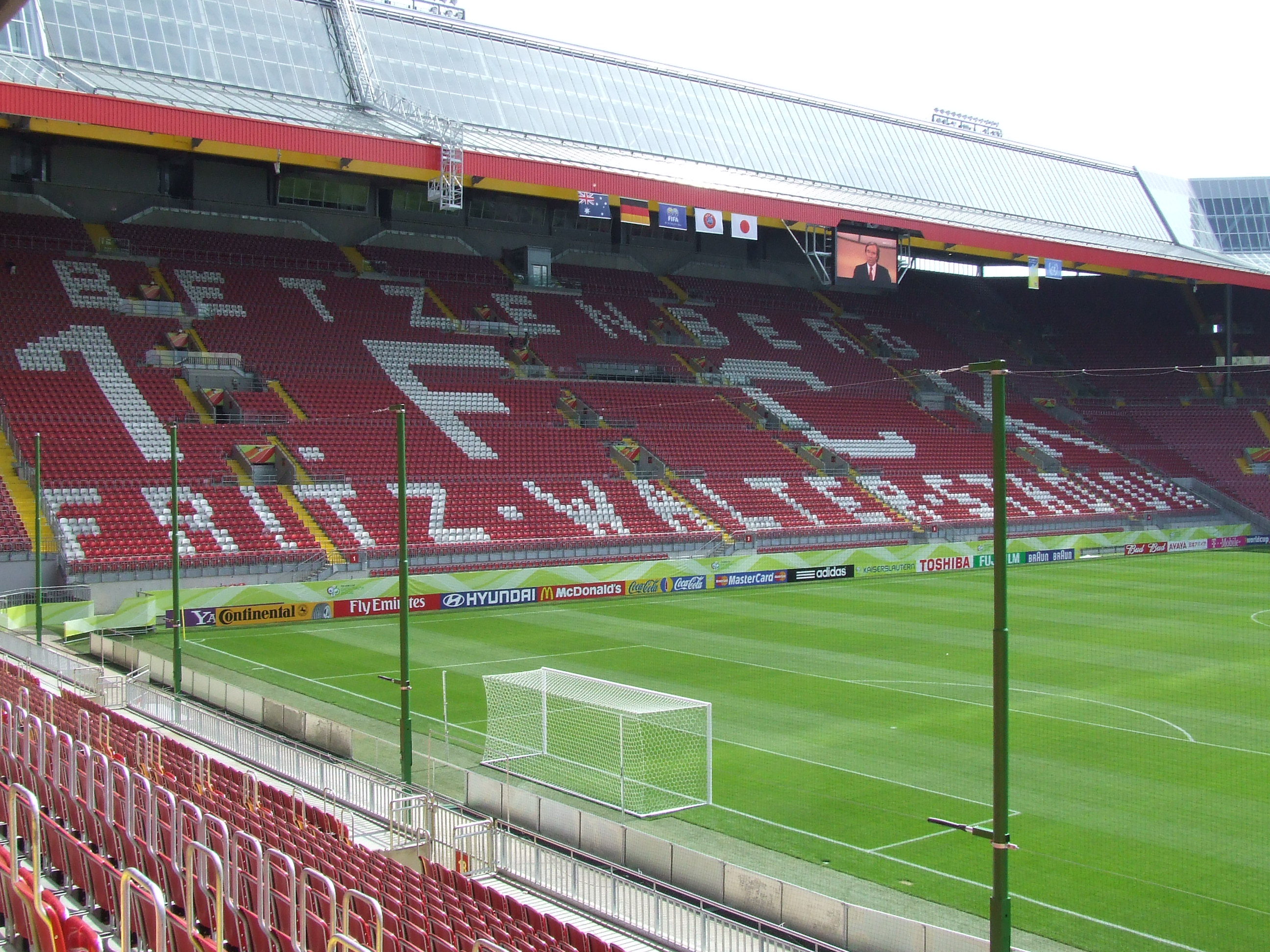
球場內觀一
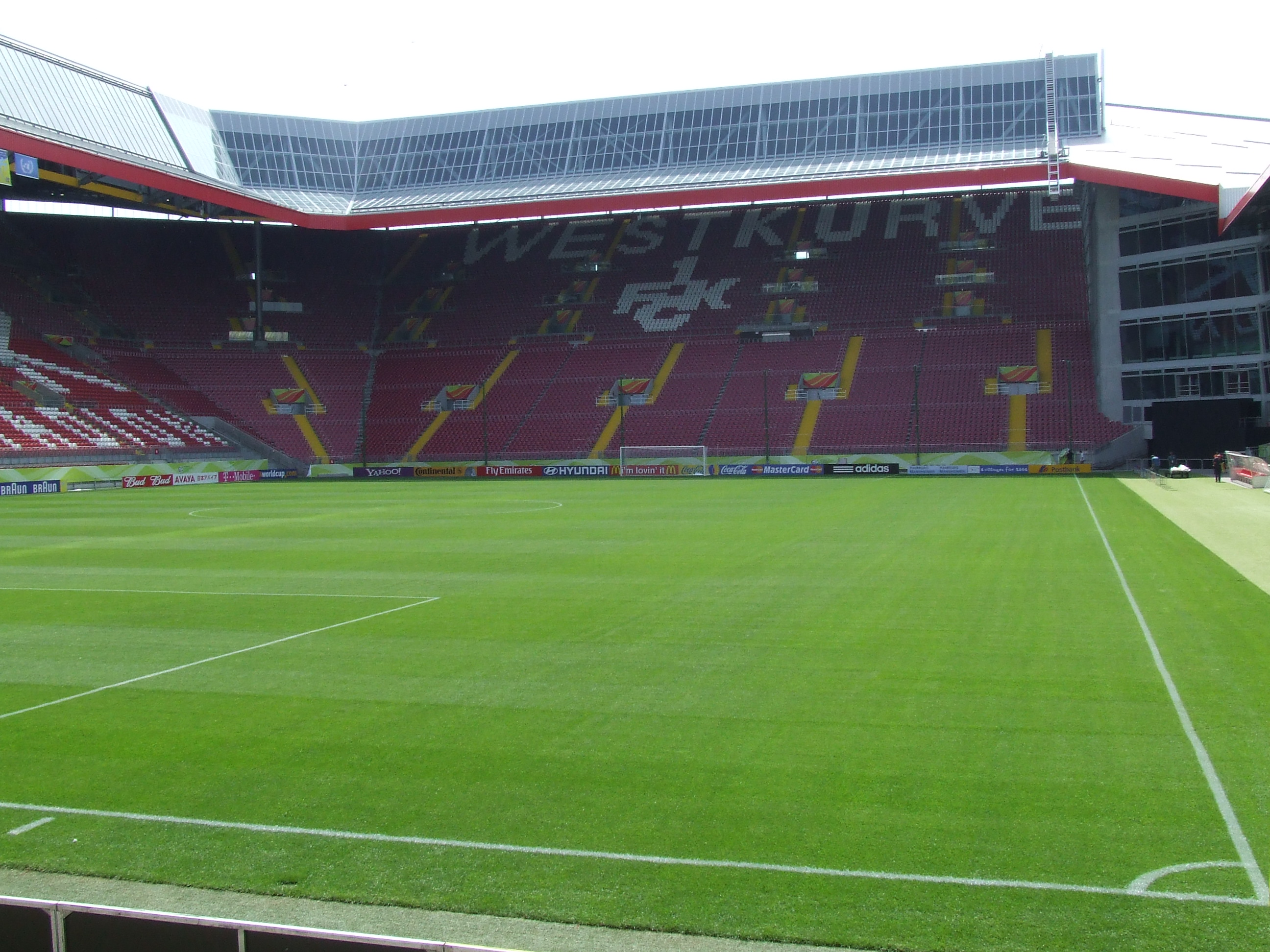
球場內觀二
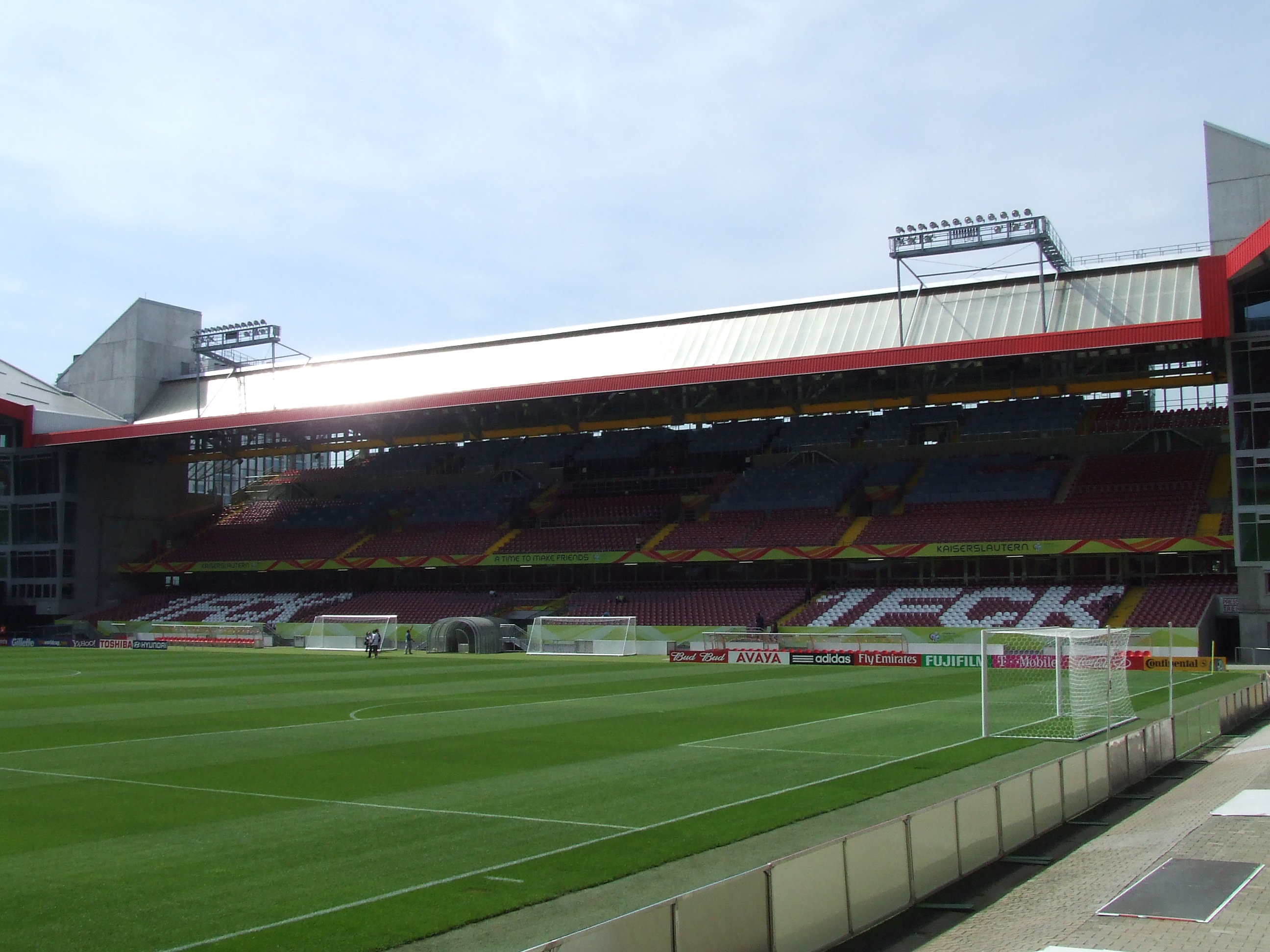
球場內觀三

## 球會榮譽
- 德國錦標賽
  - 冠軍（2）：1950/51年、1952/53年；
- 德國甲組足球聯賽
  - 冠軍（2）：1990/91年、1997/98年；
- 德國乙組足球聯賽
  - 冠軍（2）：1996/97年、2009/10年；
- 德國盃
  - 冠軍（2）：1990年、1996年；
  - 亞軍（6）：1961年、1972年、1976年、1981年、2003年、2024年；
- 德國超級盃
  - 冠軍（1）：1991年；

## 著名球員
54年世界盃冠軍成員

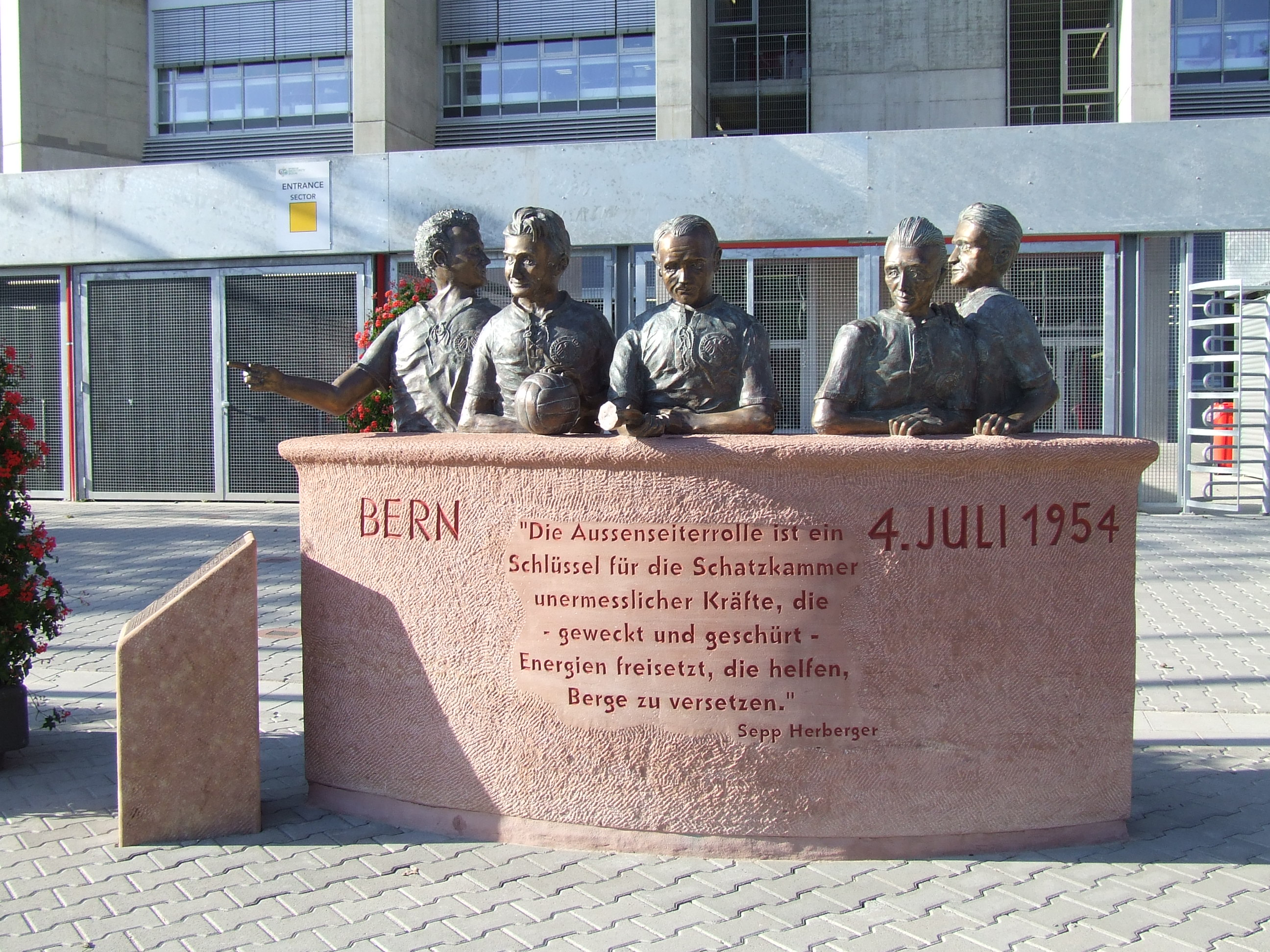
54年世界盃冠軍五名凱沙羅頓球員

- 霍斯特·埃克尔（Horst Eckel）
- 维尔纳·科尔迈尔（Werner Kohlmeyer）
- 维尔纳·利布里希（Werner Liebrich）
- 弗里茨·瓦尔特（Fritz Walter）
- 奥特马尔·瓦尔特（Ottmar Walter）

近代球員
- （Michael Ballack）
- （Mario Basler）
- （Andreas Brehme）
- （Hans-Peter Briegel）
- （Youri Djorkaeff）
- （Miroslav Klose）
- 斯特凡·昆茨（Stefan Kuntz）
- 温顿·鲁弗尔（Wynton Rufer）
- （Mark Schwarzer）
- （Halil Altıntop）
- 米切尔·米福苏德（Michael Mifsud）
- 杰夫·施特拉塞尔（Jeff Strasser）

## 凱沙羅頓神話

### 背景
1995-96年賽季，凱沙羅頓奪得德國盃冠軍。但不久卻戲劇性地以第16名完成德甲聯賽賽事，需要降班德乙作賽。

### 過程
1996-97年賽季，凱沙羅頓以德乙冠軍身份升班德甲並於1997-98年賽季奪得隊史第二個德甲冠軍，成爲全球首支奪得次一級聯賽冠軍再於下一個賽季奪得頂級聯賽冠軍的球隊，「凱沙羅頓神話」亦因此誕生。「凱沙羅頓神話」當時亦成爲了德國人茶餘飯後的話題。

### 締造者
「凱沙羅頓神話」的締造者為雷哈格爾，而雷哈格尔亦在2004年帶領希臘奪得歐洲足球錦標賽冠軍，締造「希臘神話」。

### 後續
2011年，以2010年中甲冠軍身份升班中超的廣州恆大奪得該賽季的中超冠軍。成爲凱沙羅頓之後第二支締造「凱沙羅頓神話」的球隊，亦是中國球隊第一支以升班馬身份奪得頂級聯賽冠軍的球隊。
同在2011年，以2010年日本乙級聯賽（J2）冠軍身份升班甲級聯賽（J1）的奪得該賽季的J-League冠軍，是第三支締造「凱沙羅頓神話」的球隊。
2012年5月，以10年至11賽季保加利亞足球乙級聯賽冠軍身份升級甲級聯賽的拉茲格勒盧多戈雷茨（PFC Ludogorets Razgrad）奪得該賽季的甲級聯賽冠軍和保加利亞杯冠軍，是第四支締造「凱沙羅頓神話」的球隊。
2014年，以2013年日本乙级聯賽（J2）冠軍身份升班甲級聯賽（J1）的成为三冠王，连续奪得該賽季的J-League冠軍，联赛杯冠军和天皇杯冠军，是第五支締造「凱沙羅頓神話」的球隊。但不同的是，廣州恆大和拉茲格勒盧多戈雷茨都是靠金主以巨額金錢買人而奪得冠軍，並在首次奪冠後多年持續稱霸聯賽，壟斷聯賽冠軍多年，所以奇跡成分相對較少。
2022年12月，連續獲得2020年中乙，2021年中甲聯賽冠軍連升兩級的武漢三鎮以淨勝球優勢奪得該賽季的中超聯賽冠軍，是第六支締造「凱沙羅頓神話」的球隊，亦是中國球隊第二支以升班馬身份奪得頂級聯賽冠軍的球隊。

## 外部連結
- 凱沙羅頓官方网站